# Ariadna inops
Espèce
Ariadna inops est une espèce d'araignées aranéomorphes de la famille des Segestriidae.

## Distribution
Cette espèce se rencontre au Portugal et en Espagne.

## Description
Le mâle holotype mesure 5,0 mm.

## Systématique et taxinomie
Cette espèce a été décrite par Wunderlich en 2011.

## Publication originale
- Wunderlich, 2011 : « Extant and fossil spiders (Araneae). » Beiträge zur Araneologie, vol. 6, p. 1-640.